# Джумхюриет (квартал в Бахчелиевлер)
„Джумхюриет“ (на турски: Cumhuriyet) е квартал на Истанбул, разположен в околия Бахчелиевлер. Общата му площ е 0,7 км2. Според данни на Адресната система за регистриране на населението (ABPRS) към 2023 г. населението на „Джумхюриет“ е 39 241 жители.